# Polimerizare în lanț
În chimie polimerizarea în lanț este un tip de reacție chimică de polimerizare, prin intermediul căreia moleculele de monomeri reacționează, formând lanțuri de monomeri (macromolecule) numite polimeri.